# 이집트 배구 국가대표팀
이집트 배구 국가대표팀(아랍어: منتخب مصر لكرة الطائرة)은 이집트를 대표하여 국가대항전에 참가하는 배구 국가대표팀으로 이집트 배구 연맹에 의해 운영된다.